# Deutsches Musik Fernsehen
DMF – niemiecka stacja muzyczna prezentującą popularne przeboje, muzykę folk oraz muzykę ludową.